# 威廉·温伯格
威廉·温伯格（德語：Wilhelm Weinberg，1862年12月25日—1937年11月27日）是一名德國婦產科醫生，在司徒加特執業。他在1908年以德文發表在《符騰堡國家自然歷史學會年鑑》上的一篇論文中，表達了後來被稱為哈代-溫伯格定律的概念。
溫伯格也被認為是第一個解釋遺傳學中測定偏差對觀察結果的影響。

## 哈代-溫伯格定律
溫伯格獨立於英國數學家G·H·哈代發展了遺傳平衡原則。1908年1月13日，他在符騰堡州祖國自然歷史學會（Verein für vaterländische Naturkunde in Württemberg）的演講中闡述他的觀點，比哈代文在1908年6月以英文發表的論文早了五個月。他的演講在1908年9月印在該協會的年刊上。
溫伯格的貢獻在英語世界裡有35年多沒有得到承認。1943年，二戰前移民到美國的德國科學家柯特·斯特恩在《科學》雜誌的一篇簡短論文中指出，溫伯格的論述比哈代的更全面。在1943年之前，今日被稱為哈代-溫伯格定律的遺傳平衡概念在英語文本中被稱為「哈代定律」或「哈代公式」。
1999年，美國遺傳學家詹姆斯·F·克羅寫道：「為什麼與哈代的論文同年發表的溫伯格的論文被忽視了35年？原因可能是他的論文是用德語寫的。當時遺傳學主要由講英語的人主導，其他語言的工作往往被忽視。」

## 測定偏差和表型變異分析
溫伯格是研究雙胞胎的先驅，他開發了分析表型變異的技術，將這種變異劃分為遺傳和環境成分。在這個過程中，他認識到測定偏差影響了他的許多計算，因此他提出糾正這種偏差的方法。
溫伯格觀察到，在典型的常染色體隱性遺傳病的家族研究中，同種異體的比例通常超過預期的孟德爾比例1:4，他解釋這是測定偏差的結果。在他對白化症兒童的研究中，他認識到在一些父母都攜帶隱性突變的家庭中，沒有任何疾病是偶然發生的。他推斷許多攜帶者夫婦沒有被計算在內，他展示了糾正結果以產生預期的孟德爾比率的方法。
他發現由測定偏差引起的幾個看似矛盾的答案。例如，他解釋說父母作為一個整體比他們的孩子更有生育能力，是因為孩子必然來自有生育能力的父母。
同樣地，他也認識到測定是造成一種被稱為遺傳早現的現象的原因，即一種遺傳病在生命中較早地表現出來，並在後來的幾代人中變得更加嚴重的趨勢。溫伯格認識到這是因為這些晚輩是成功繁殖的早期攜帶者群體的後代。後來的研究人員推斷，這種繁殖的帶菌者可能會攜帶有利的補償性突變，使他們在患病的情況下仍能成功繁殖。在一類被稱為三核苷酸重複病的常染色體和X連鎖顯性疾病（例如亨丁頓舞蹈症）中，也已經證明了一種預期的分子機制。它是由重複的核苷酸序列的不穩定性引起的，這些序列傾向於發生擴張，隨著三核苷酸重複紊亂，在越來越早的年齡引起疾病。

## 生平
溫伯格出生於司徒加特，父親是德國猶太商人朱利葉斯·溫伯格（Julius Weinberg），母親是新教徒瑪麗亞·馬格達萊納·亨伯特（Maria Magdalena Humbert）。
溫伯格在蒂宾根、柏林和慕尼黑學習醫學，於1886年獲得醫學博士學位。1889年，他回到司徒加特，作為一名婦產科醫生，他一直在那裡經營著一個大型診所，直到他在1937年去世前幾年退休到蒂宾根。在他的學術生涯中，他大部分時間都在研究遺傳學，特別是專注於將遺傳規律應用於種群。
溫伯格對統計遺傳學的其他貢獻包括首次估計雙胞胎的比率——認識到雙胞胎#同卵雙生（identical twins）必須是同性的，而異卵雙胞胎可以是同性或異性的，溫伯格從同性和異性雙胞胎與母體總數的比例中得出估計單卵雙胞胎和異卵雙胞胎頻率的公式。溫伯格還估計出雙胞胎本身的遺傳率接近於零。